# Thripastichus
Thripastichus is een geslacht van vliesvleugeligen uit de familie Eulophidae. De wetenschappelijke naam van dit geslacht is voor het eerst geldig gepubliceerd in 1987 door Graham.

## Soorten
Het geslacht Thripastichus is monotypisch en omvat slechts de volgende soort:
- Thripastichus gentilei (Del Guercio, 1931)